# Nanyuki
Nanyuki és una ciutat-mercat de Kenya, a la província de Rift Valley. Té una població de 31.577 habitants (1999). Va ser fundada pels anglesos l'any 1907. S'hi troba el riu de Nanyuki i és a prop del mont Kenya.